# Sidi M'bark
Sidi M'Bark (en àrab سيدي مبارك, Sīdī Mubārak; en amazic ⵙⵉⴷⵉ ⵎⴱⴰⵕⴽ) és una comuna rural de la província de Sidi Ifni, a la regió de Guelmim-Oued Noun, al Marroc. Segons el cens de 2014 tenia una població total de 6.110 persones.